# 筏川

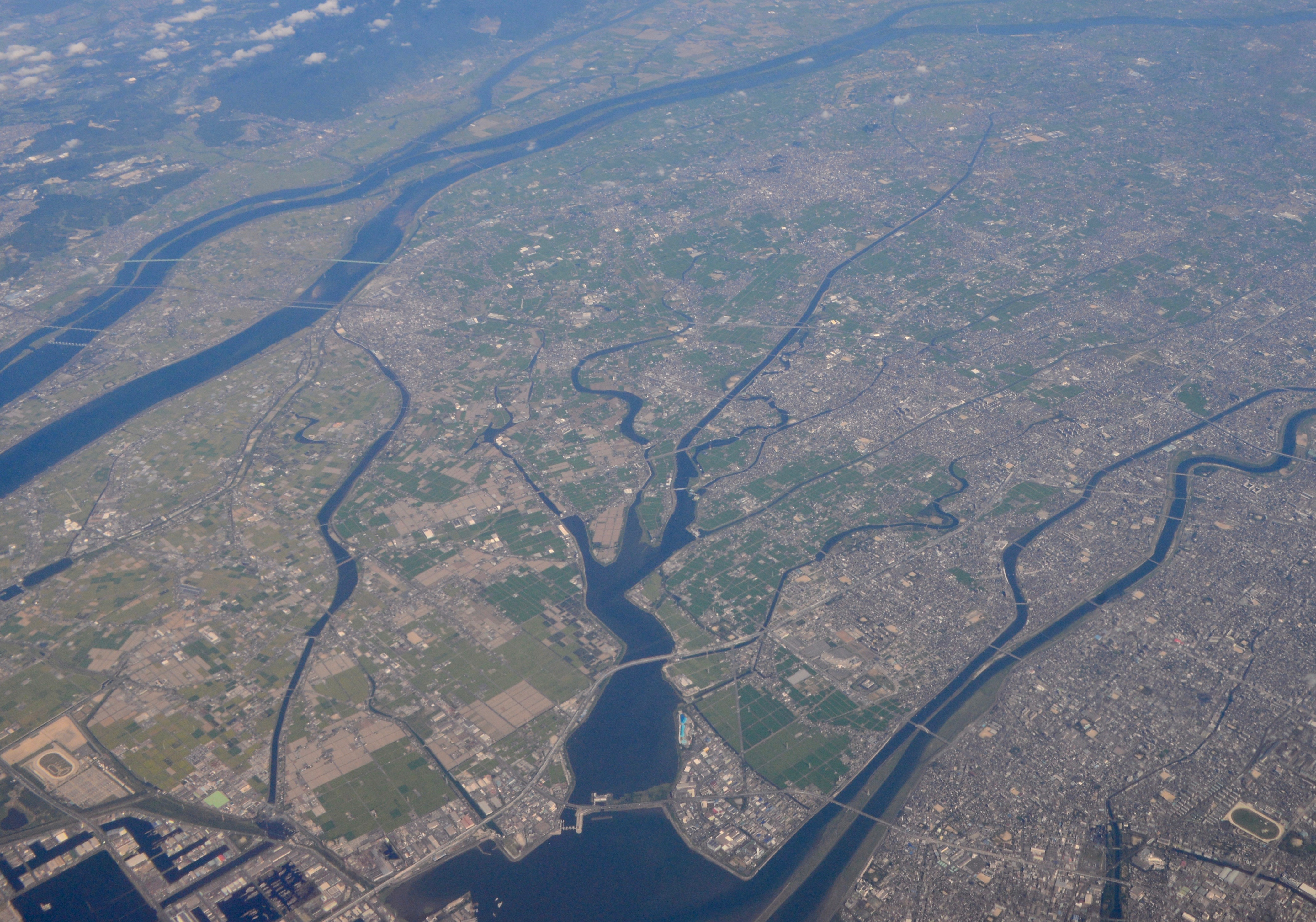
伊勢湾からみた河口部付近。中央が日光川で、筏川は日光川の西側を並行して流れる。

筏川（いかだがわ）は、愛知県を流れる二級河川。本記事では河道を接続する普通河川の鵜戸川（うどがわ）についても触れる。

## 地理
法河川延長は4.2キロメートル、流域面積34.4平方キロメートルで、かつては木曽川の派川のひとつであった。現在では愛知県愛西市に端を発する鵜戸川と弥富市で河道を接続している。
ただし、鵜戸川の水は佐屋川排水機場の直上に位置する立田輪中逆水止樋門でせき止められて、筏川とは分離されている。鵜戸川の水は立田排水機場によって木曽川へ排出されており、非常時を除けば筏川に流れ込むことはない。
筏川の下流域は地盤沈下が進み、流域の3分の2程度が海抜ゼロメートル地帯となっているため自然排水はほぼ不可能で、現在では河口に設置された排水機場で常時排水を行っている。
弥富市五明付近から海部郡飛島村葭野重宝付近は海部幹線水路が並行している。

## 歴史

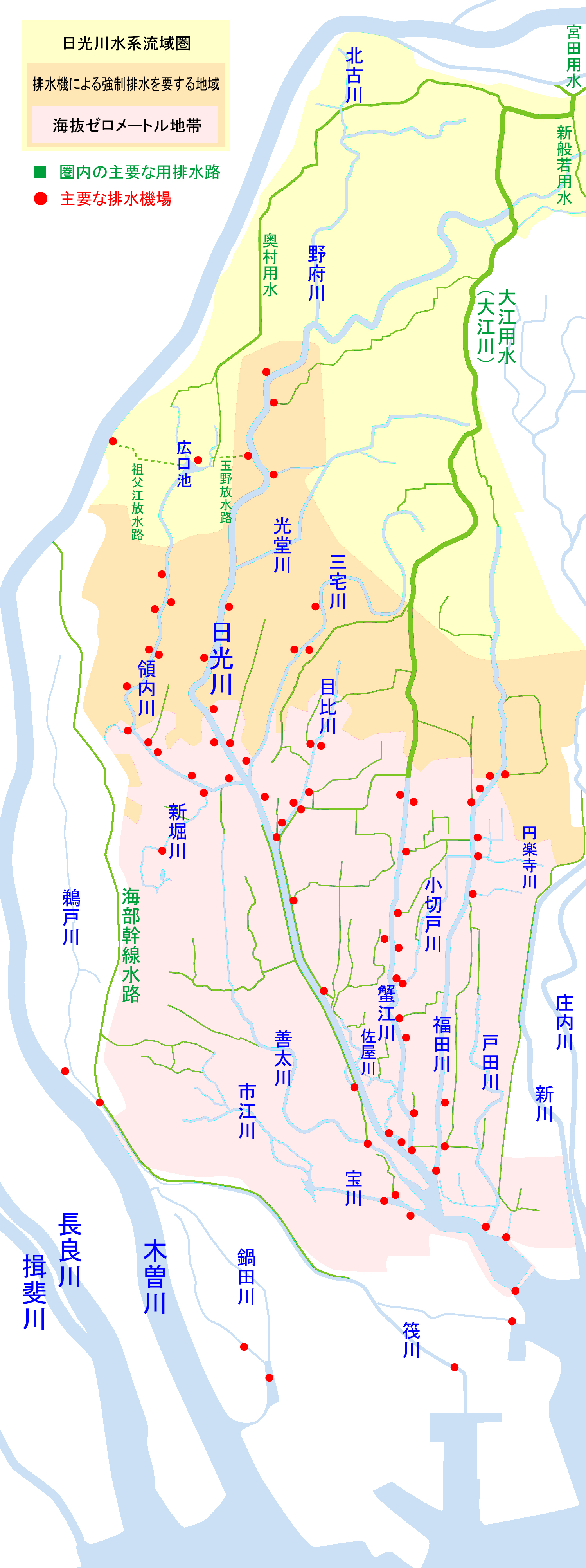
日光川水系の概略図。筏川は日光川水系の南側を流れる。

### 近世
江戸時代には尾張藩による木曽檜の輸送路として使われていた。木曾谷から筏を組んで佐屋川や木曽川を下ってきた檜はこの川を経由して名古屋に運ばれており、川の名前はこれに由来するという。

### 近代
五明輪中（現・弥富市五明町付近）の南に位置していた分派口は木曽三川分流工事（明治改修）に伴い1891年（明治24年）に締切られ、1893年（明治26年）には河口に逆水止樋門が設置されて一旦は廃川となった。河道は農地に転用され、筏川から取水していた流域の農地の用水確保のため、1890年（明治23年）から翌年1891年（明治24年）にかけて旧河道の両岸に筏川東西用水路が築かれている。
1902年（明治35年）、立田輪中の悪水を鍋田川に排出する目的で、弥富村中山まで鵜戸川を延長するとともに、立田輪中悪水樋門（中山樋門）の築造が行われたがほとんど排水できないことが判明したため、廃川となっていた筏川に悪水の排出先を求めることとなり、1906年（明治39年）1月に筏川と接する場所に樋門が築造された。現在、六門橋として使用されている六門樋門がそれである。その後、筏川は流域の排水先として利用されるようになった。

### 現代
1959年（昭和34年）の伊勢湾台風で流域に大きな被害を受けたのに続き、1961年（昭和36年）の台風6号でも深刻な浸水被害を被り、河川水位の低下を目的として1964年（昭和39年）には河口に筏川排水機場が設置された。なお、流域では昭和30年代以降に地下水汲み上げに伴う地盤沈下が進行したことで流下・排水能力が低下。流域全体で排水機による強制排水が必要となっている。

## 鵜戸川
鵜戸川は愛西市藤ケ瀬町付近から南に流下する普通河川だが、かつては立田輪中の排水路として使用されていた。元は神明津輪中と立田輪中の間を流れていた間ノ川の東端付近から立田輪中（現・愛西市）北部へ流れ込んでいた鵜殿川という川であったとの説がある。

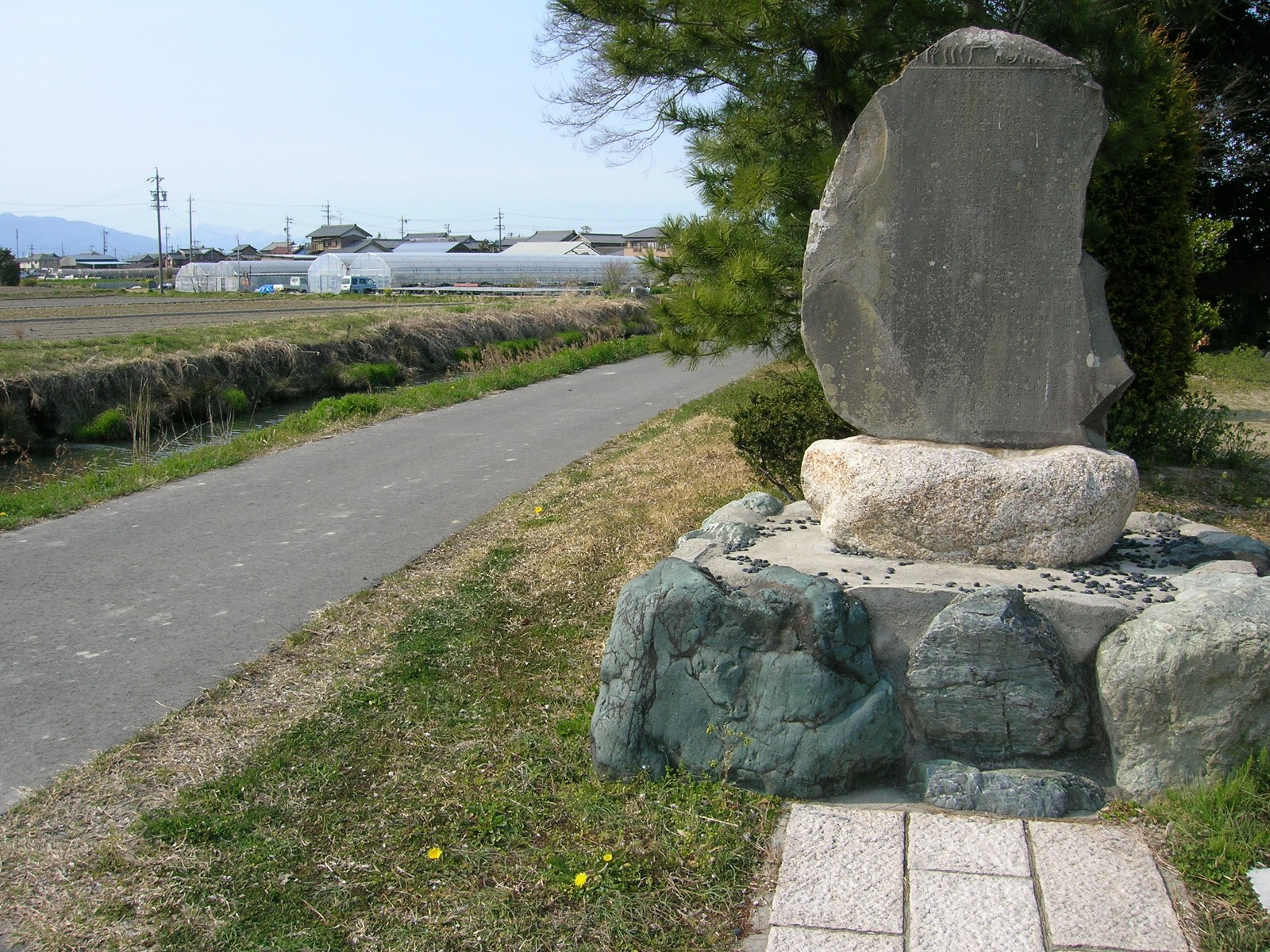
鵜戸川の延長を記念した増穿鵜戸川碑（新右エ門新田町郷前）

輪中を南へ流下して、万治2年（1659年）頃までは佐屋川に排水していたが、尾張藩が立田輪中の下流側を締切った際に立和村（現・愛西市）の船頭平などで木曽川に打樋で排水するように改めた 。しかし輪中の北部では湛水が酷く、明治初期には輪中内で住民の対立や打ち壊しもあったという。これに対して愛知県は土木技師の黒川治愿らを派遣、黒川の尽力により、1879年（明治12年）に現在の新右エ門新田町付近までだった鵜戸川を立石町付近まで開削・延長している。
明治改修によって打樋があった周辺が木曽川の新しい河道となったことで立田輪中では悪水の排出が困難となり、前述のように鵜戸川を南に延長して鍋田川と接続するなどしたが問題は解消せず、1906年に新たな樋門（六門樋門）を設けて筏川と流路を接続した。六門樋門の上流部には筏大橋逆水樋門が設けられるなど、周辺には10ヶ所あまりの樋門が築造されて用排水の制御が行われた。
また、この際に木曽川に杁樋を設けて鵜戸川への導水（佐屋川用水・藤ケ瀬支線）を行っているが、昭和30年代に行われた耕地整理に伴い支線は廃止され、現在は特定の水源を持たない河川となっている。こうしたこともあって、愛西市北部の農業排水を集める上流部では水質の悪化が進んでおり、ドブ川状態の場所も少なくない。

## ギャラリー

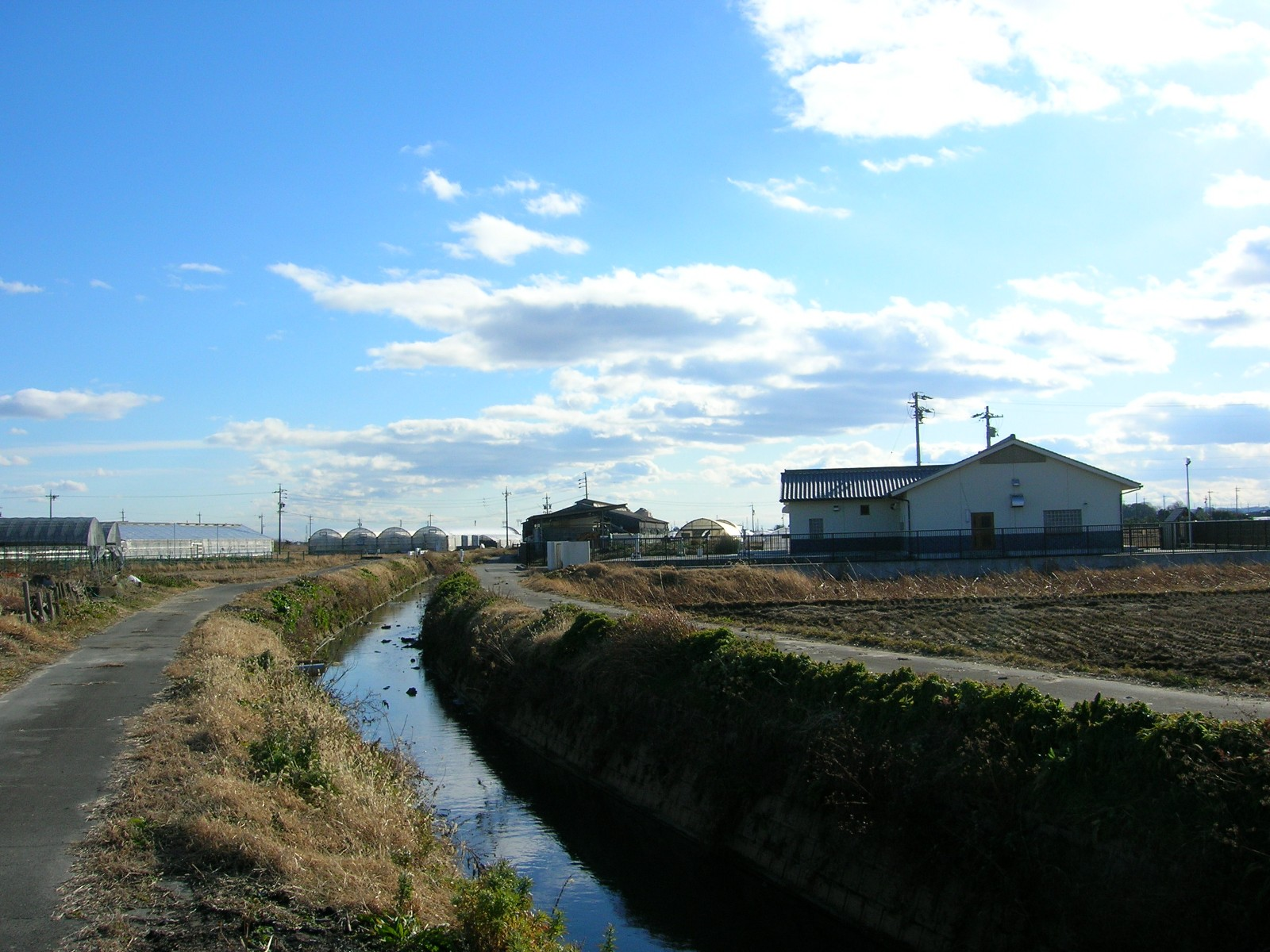
愛西市大牧町付近（鵜戸川）
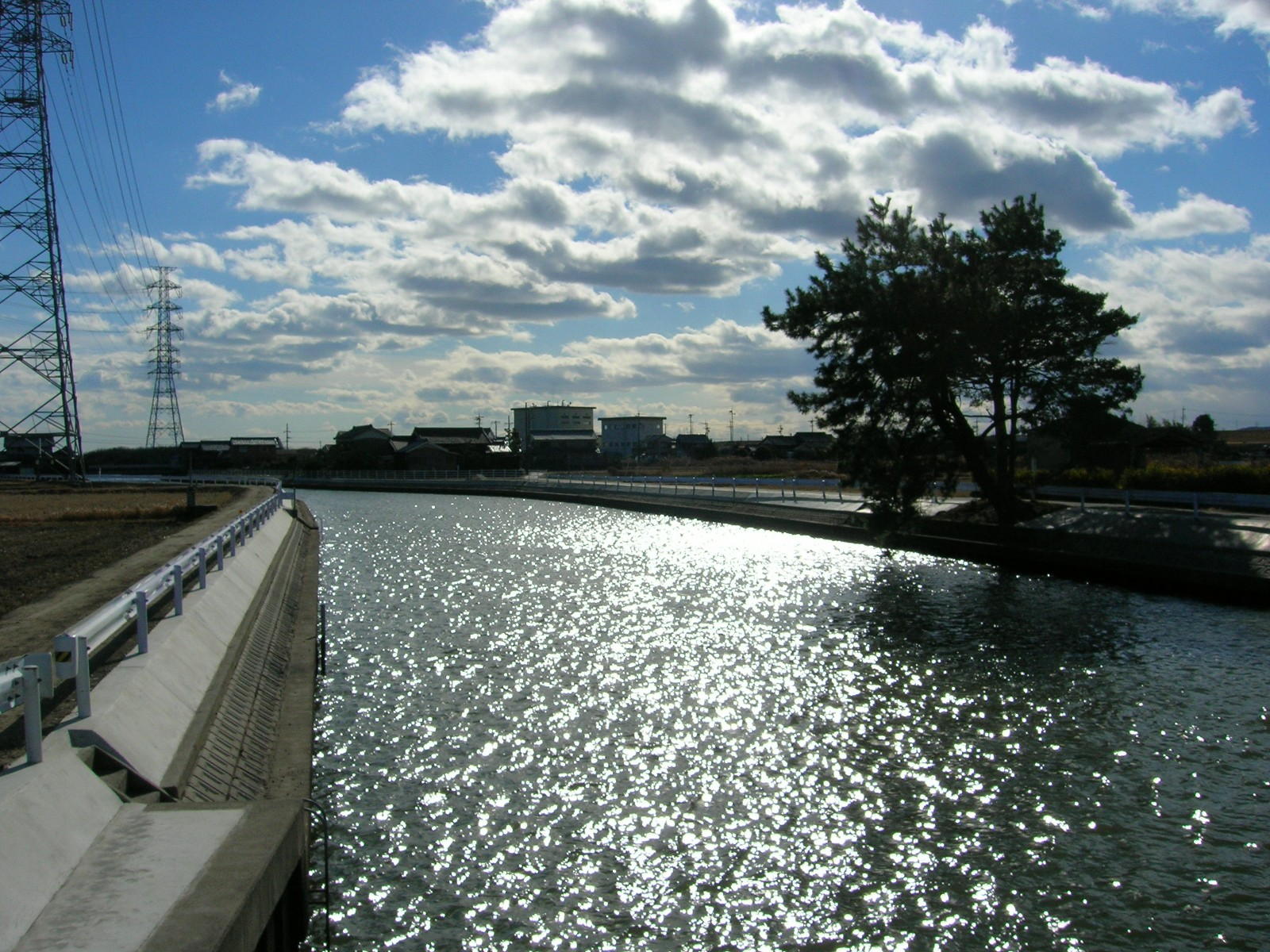
愛西市立田町杁口付近（鵜戸川）
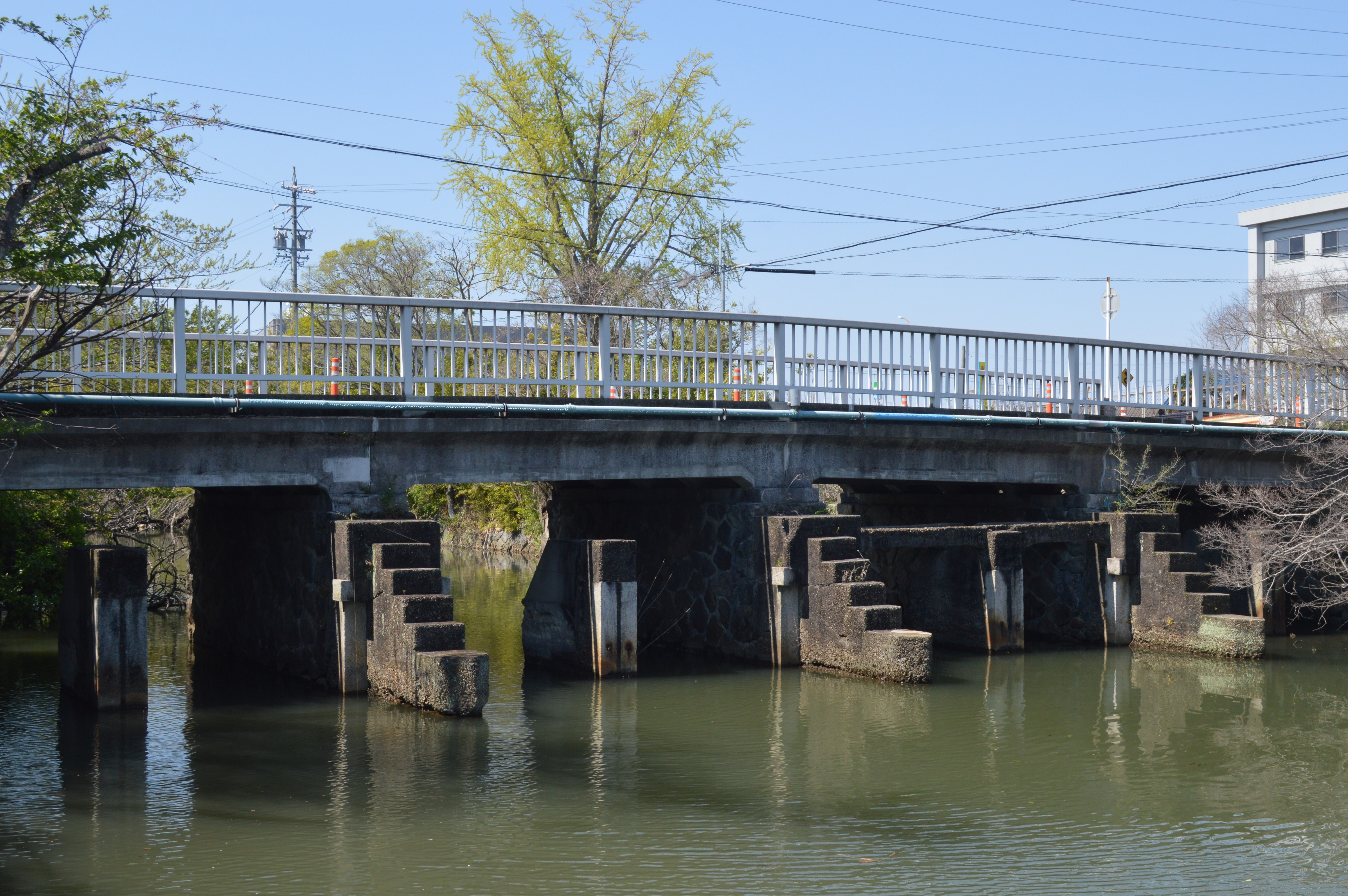
筏大橋逆水樋門（鵜戸川）
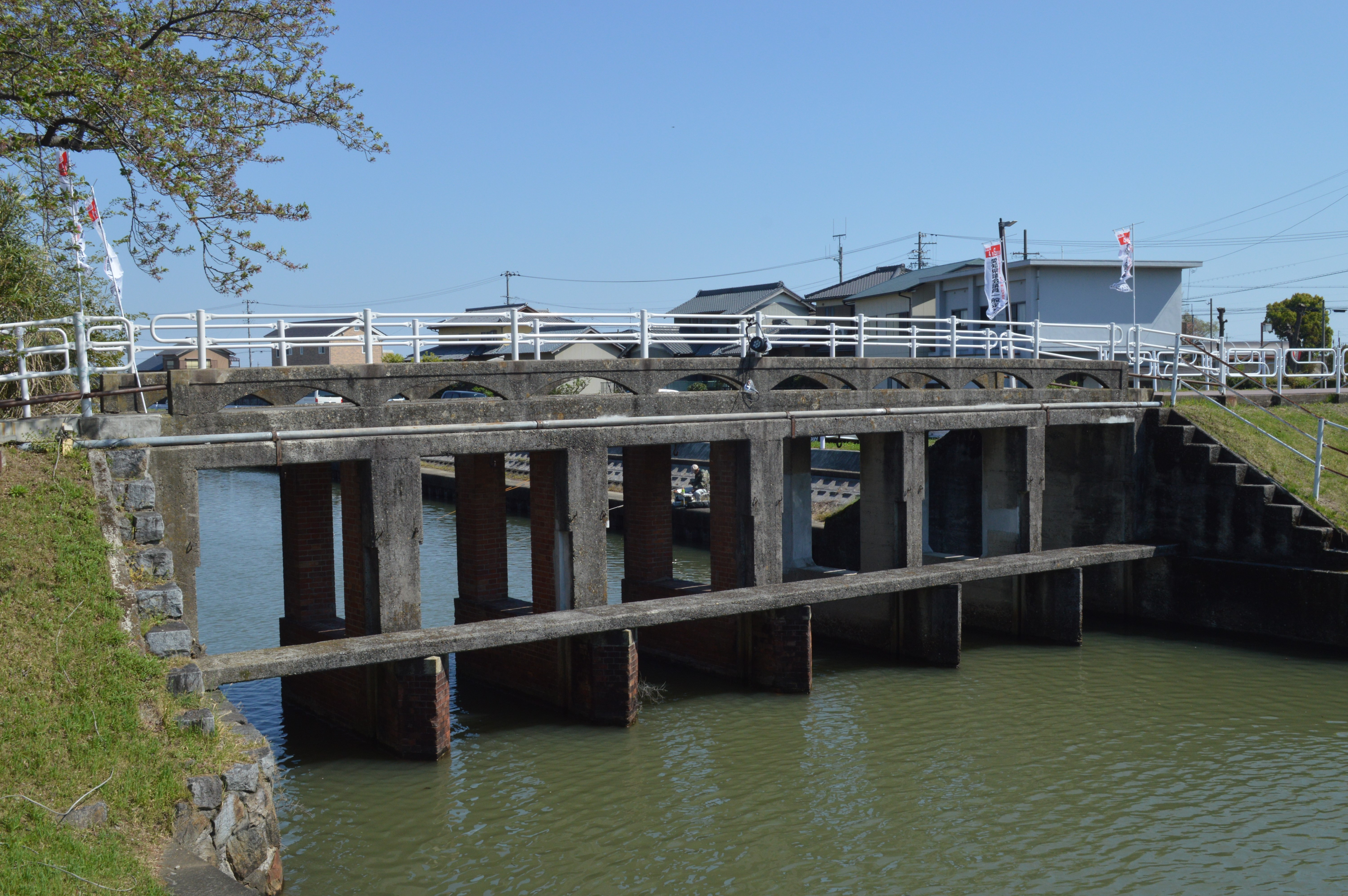
六門樋門（筏川）
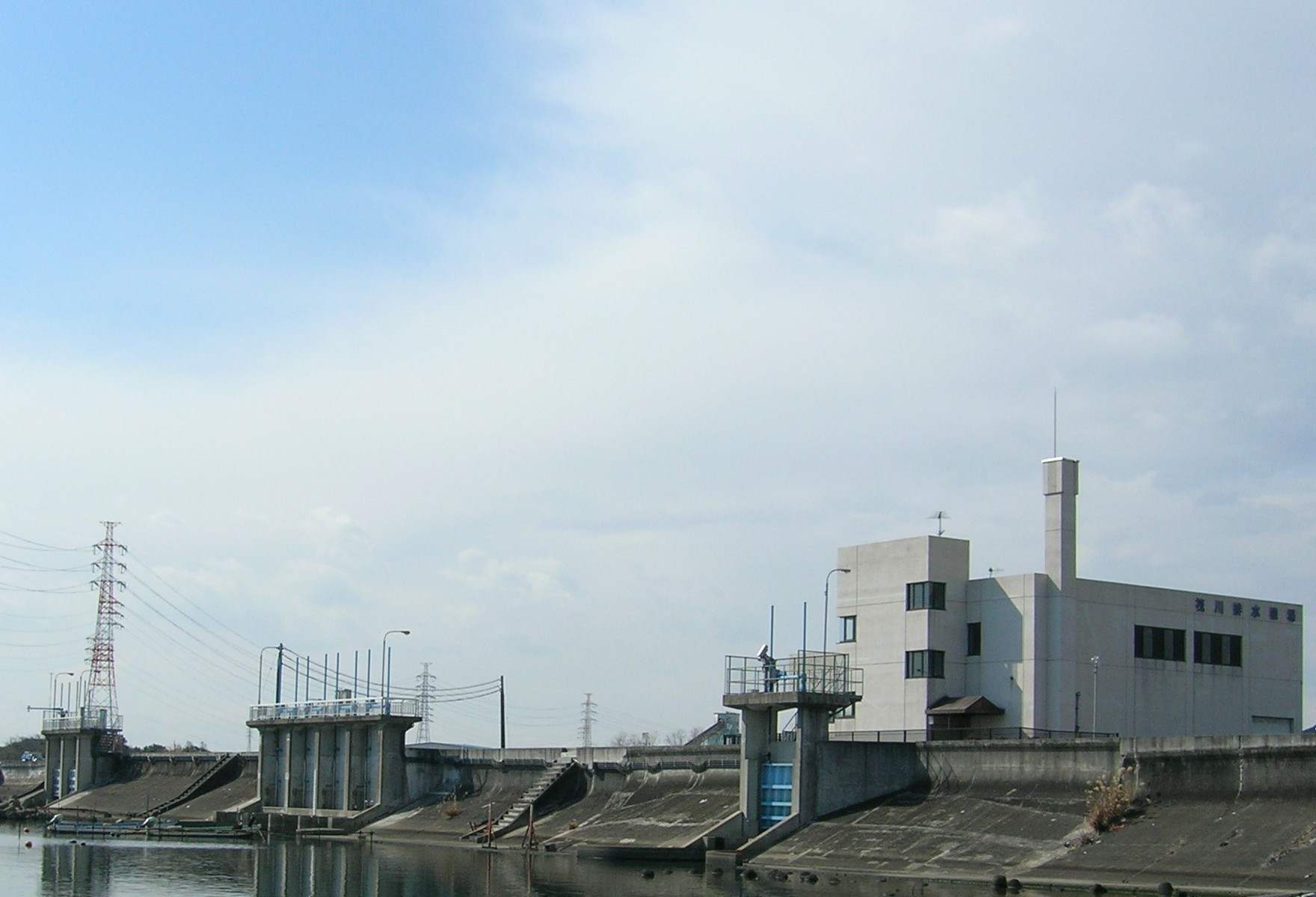
筏川樋門と排水機場（筏川河口）